# Vypusťte psy!
Album Vypusťte psy! je čtvrtým albem ostravské skupiny Citron začalo vznikat v roce 1989 ještě se zpěvákem Ladislavem Křížkem. Ten však kapelu (spolu s kytaristou Bartoněm) opustil, aby založil svou vlastní - Kreyson. Takže kromě písní Uragán a Svět patří nám, vydaných v roce 1989 na singlu, zůstala deska prakticky nedokončená. Vedoucí skupiny Radim Pařízek proto narychlo angažoval nového zpěváka, Slováka Tibora Šándora, který se však při nahrávání příliš neosvědčil, takže brzy došlo k další změně na postu zpěváka. Desku tak nakonec nazpíval Fany Michalík, ačkoli na obalu desky je jako zpěvák pořád uveden Šándor. Vydavatelství Supraphon totiž nedokázalo reagovat na časté změny v sestavě kapely.
Deska byla nahrána ve složení: Fany Michalík (zpěv), Jindřich Kvita a Pavel Chodelka (kytary), Václav Vlasák (baskytara), Radim Pařízek (bicí, klávesy). Pařízek je též autorem titulní ilustrace desky.

## Seznam skladeb
1. Vypusťte psy!
2. Uragán
3. Uteč, dokud se dá
4. Nezvaná
5. Hraběnky, hrabata
6. Kryzané
7. Snadné žití
8. Jak zákony kázaly
9. Červený smích
10. Svět patří nám